# Katastralgemeinde Gösseling
Die Katastralgemeinde Gösseling (früher auch Gößeling) ist eine von sechs Katastralgemeinden der Gemeinde Sankt Georgen am Längsee im Bezirk St. Veit an der Glan in Kärnten. Sie hat eine Fläche von 1.066,69 ha (Stand 31. Dezember 2023).
Die Katastralgemeinde gehört zum Sprengel des Vermessungsamtes Klagenfurt.

## Lage
Die Katastralgemeinde liegt im Osten der Gemeinde Sankt Georgen im Längsee, im Süden des Bezirks St. Veit an der Glan, östlich des Bezirkshauptorts. Landschaftlich umfasst sie einen Teil des Brückler Berglands sowie im Südwesten einen kleinen Teil der Launsdorfer Senke. Die Katastralgemeinde erstreckt sich über eine Höhenlage von 510 m ü. A. am Südrand der Katastralgemeinde bis zu 943 m ü. A. am Pleschitz.

## Ortschaften
Auf dem Gebiet der Katastralgemeinde Gösseling liegen die Ortschaften Garzern und Gösseling sowie Teile der Ortschaften Pölling und Wiendorf.

## Vermessungsamt-Sprengel
Die Katastralgemeinde gehört seit 1. Jänner 1998 zum Sprengel des Vermessungsamtes Klagenfurt. Davor war sie Teil des Sprengels des Vermessungsamtes St. Veit an der Glan.

## Geschichte
Ende des 18. Jahrhunderts wurden die Kärntner Steuergemeinden (später: Katastralgemeinden) gebildet und Steuerbezirken zugeordnet. Die Steuergemeinde Gösseling wurde Teil des Steuerbezirks Osterwitz.
Im Zuge der Reformen nach der Revolution 1848/49 wurden in Kärnten die Steuerbezirke aufgelöst und Ortsgemeinden gebildet, die jeweils das Gebiet einer oder mehrerer Steuergemeinden umfassten. Die Steuer- bzw. Katastralgemeinde Gösseling wurde Teil der Gemeinde Sankt Georgen. Die Größe der Katastralgemeinde wurde 1854 mit 1852 Österreichischen Joch und 114 Klaftern (ca. 1066 ha, entspricht also der heutigen Fläche) angegeben; damals lebten 160 Personen auf dem Gebiet der Katastralgemeinde.
Die Katastralgemeinde Gösseling gehörte ab 1850 zum politischen Bezirk St. Veit an der Glan und zum Gerichtsbezirk Sankt Veit an der Glan. 1854 bis 1868 gehörte sie zum Gemischten Bezirk Sankt Veit an der Glan. Seit der Reform 1868 ist sie wieder Teil des politischen Bezirks St. Veit an der Glan und des Gerichtsbezirks Sankt Veit an der Glan.

## Siedlungsentwicklung
Zum Jahreswechsel 1979/1980 befanden sich in der Katastralgemeinde Gösseling insgesamt 55 Bauflächen mit 27.985 m² und 54 Gärten auf 126.446 m², 1989/1990 gab es 54 Bauflächen. 1999/2000 war die Zahl der Bauflächen auf 108 angewachsen und 2009/2010 bestanden 67 Gebäude auf 113 Bauflächen.

## Bodennutzung
Die Katastralgemeinde ist landwirtschaftlich geprägt. 213 Hektar wurden zum Jahreswechsel 1979/1980 landwirtschaftlich genutzt und 823 Hektar waren forstwirtschaftlich geführte Waldflächen. 1999/2000 wurde auf 217 Hektar Landwirtschaft betrieben und 829 Hektar waren als forstwirtschaftlich genutzte Flächen ausgewiesen. Ende 2018 waren 162 Hektar als landwirtschaftliche Flächen genutzt und Forstwirtschaft wurde auf 850 Hektar betrieben. Die durchschnittliche Bodenklimazahl von Gösseling beträgt 40,3 (Stand 2010).